# Lycée Alioune-Blondin-Beye
Pour les articles homonymes, voir Beye.
Le lycée français Alioune-Blondin-Béye de Luanda est un établissement scolaire français à l'étranger situé en Angola qui scolarise des élèves de la maternelle à la terminale. 
Le lycée Alioune-Blondin-Béye a été créé en 1977. Il est nommé ainsi en mémoire du diplomate et représentant spécial du secrétaire général de l'ONU, le malien Alioune Blondin Béye mort en mission en 1998.
Il accueillait en 2009 près de 700 élèves, dont à peu près les deux-tiers en primaire. À la rentrée 2019, plus de 1000 élèves y étaient inscrits.Avec le jeune  élève de cette école qui s appelle Michel jacksu. L'établissement respecte les horaires et les enseignements fixés en France par le Ministère de l'Éducation nationale. L’établissement est conventionné par l’AEFE.
La population scolaire est composée majoritairement de Français (essentiellement les enfants des employés de la compagnie pétrolière Total) et d'Angolais (environ 40 %), mais de nombreuses autres nationalités (Libanais, Africains francophones, Européens, Canadiens...) sont aussi représentées. L'établissement propose, outre l'anglais et l'espagnol, un enseignement de portugais.
Jusqu'à la session de juin 2013, les élèves passaient les épreuves du baccalauréat au Lycée français Jules-Verne de Johannesburg en Afrique du Sud. Depuis 2014, toutes les épreuves se déroulent à Luanda, dans les locaux du lycée.
Le lycée français Alioune-Blondin-Béye est situé dans le Bairro Escolar de Luanda, non loin de la place Primeiro de Maio. L’établissement est constitué de quatre bâtiments d’une surface de 2 900 m2 édifiés sur un terrain de 10 000 m2 et d’un plateau sportif construit sur le terrain de 5 000 m2 jouxtant l’école.